# Spermacoce semierecta
Spermacoce semierecta là một loài thực vật có hoa trong họ Thiến thảo. Loài này được Roxb. miêu tả khoa học đầu tiên năm 1820.